# An-Nisa

An-Nisa w kaligrafii arabskiej

An-Nisa (arab. ‏سورة النساء‎) – czwarta sura Koranu. Jest to sura medyńska. Ma 176 aja.

## Treść
Nazwa sury dosłownie oznacza „Kobiety”. Tematem tej sury są przeważnie kobiety, ich prawa i obowiązki, a także ogólnie życie rodzinne. Sura mówi także o zwycięstwie, które Bóg da wiernym w walce przeciwko hipokrytom.
Dokładnie sformułowane są zasady ograniczające związki małżeńskie:
Nie żeńcie się z niewiastami które były żonami ojców waszych, jest to występek, jest tu ścieżka do zguby; lecz jeśli się złe stanie zachowaj twą niewiastę.
Nie wolno wam żenić się: z matką, z waszymi córkami, siostrami, synowicami, mamkami, ich córkami, z matkami żon waszych, z córkami niewiast którymi się opiekujecie, chybabyście nigdy nie mieszkali z ich matkami. Nie będziesz także pojmował: twoich pasierbic, ani dwie żyjące siostry; jeżeli występek popełniony. Pan jest pobłażający i miłosierny.
Nie wolno tobie żenić się z niewiastami zamężnymi, na czas przez mężów opuszczonymi; chybaby los broni podał ci je w ręce. To są prawa Pańskie, wszystko prócz tego jest tobie dozwolone. Użyj twych bogactw ku pozyskaniu żon, niepokalanych i cnotliwych, unikaj rozpusty. Tym z którymi żyłeś, daj posag obiecany podług prawa, to zobowiązanie uczyniwszy, jakkolwiek zrobiłeś ugodę, będzie godziwie. Bóg jest umiejętny i mądry. (4:26-28)
Sura zawiera także krytykowany na Zachodzie werset (4:34) stwierdzający wyższość mężczyzn nad kobietami i dopuszczający bicie żony w pewnych okolicznościach:
Mężczyźni są opiekunami kobiet, ponieważ Bóg dał im wyższość nad niemi i wyposaża je przez mężczyzn. Żony powinny być posłuszne, zachowywać tajemnice mężów swoich, gdyż pod ich straż niebo je oddało; mężowie doznający ich nieposłuszeństwa, mogą je karać, zostawić w osobnych lożach, a nawet bić je; uległość niewiast powinna dla nich być uchroną od złego z niemi obchodzenia się. Bóg jest wielki i przenikający.
Tłumaczenie Jana Murzy Tarak Buczackiego nie jest jednak dokładne. Indyjski uczony Abdullah Jusuf Ali, autor najbardziej znanego przekładu Koranu na język angielski, przetłumaczył arabskie wyrażenie qawwamūna alā an-nisāʼ jako maintainers and protectors of women, co oznacza „żywiciele i opiekunowie kobiet”. W przekładzie tym jest również mowa tylko o lekkim biciu kobiet.